# بیژن‌آباد قربانی
بیژن‌آباد قربانی یا بیژن‌آباد وسطی، روستایی در دهستان بیژن‌آباد بخش مرکزی شهرستان رودبار جنوب در استان کرمان ایران است.

## جمعیت
بر پایه سرشماری عمومی نفوس و مسکن در سال ۱۳۹۵، جمعیت این روستا برابر با ۵۳۵ نفر (۱۶۲ خانوار) بوده است.